# Мак Тоан
Мак Тоан (д/н—1593) — 6-й імператор Дайв'єту з династії Мак в 1592—1593 роках.

## Життєпис
Син імператора Мак Мау Хопа. Після поразки та загибелі батька 1592 року у війні з Чінями відступив на північ, деоголосив себе імператоромв повіті Каобанг. В цей час його родич Мак Кінь Тьі також оголосив себе імператором в повіті Тханлам.
В січні 1593 року Ма Тоан визнав останнього верховним імператором й став діяти зним разом проти династії Ле. Проте вжев лютому після поразки головних сил Мак в битві проти тюа (князя) Чінь Тонга протрапив у полон, деневдовзі був страчений.